# Obelerio
Obelerio, cui cronache posteriori assegnano il cognome Antenoreo o Anafesto (Venezia, seconda metà dell'VIII secolo – 829 circa), è stato il 9º doge del Ducato di Venezia dall'803-804 all'810.

## Origini e contesto storico
Non si conosce nulla delle sue origini. Proveniente da Malamocco, a detta di una redazione duecentesca del Chronicon Altinate era figlio di un Egilio o Eneagilio.
Il suo dogado si inserisce nelle convulse vicende che caratterizzarono la Venezia dell'VIII-IX secolo. L'incoronazione di Carlo Magno con la conseguente formazione del Sacro Romano Impero aveva provocato le proteste di Bisanzio che si dichiarava unica legittima erede dell'Impero Romano. Sul piano lagunare, questi eventi avevano portato alla costituzione di un partito filobizantino, particolarmente forte nell'antica capitale Eraclea, e di un partito filofranco, rappresentato principalmente nella nuova sede di Malamocco. Gli scontri sfociavano spesso nella violenza e avevano visto, tra l'altro, l'uccisione del patriarca di Grado Giovanni, vicino all'imperatore d'occidente e al papa, per mano di Maurizio Galbaio, figlio e coreggente del doge Giovanni (802). Questo episodio, tuttavia, non si era dimostrato risolutivo, poiché al patriarca assassinato era successo un suo parente, Fortunato, il quale confermò la linea filofranca incontrando personalmente a Salz Carlo Magno.

## L'elezione e la politica filofranca
Mentre il Ducato veniva insanguinato dalle lotte armate, in particolare tra Eraclea e la vicina Equilio gli oppositori del doge, riunitisi a Treviso (in territorio franco), fomentarono la caduta dei Galbaio che, tra la fine dell'803 e l'inizio dell'804, furono esiliati. Al loro posto fu eletto Obelerio il quale presto nominò suo coreggente il fratello Beato, dalle moderate tendenze filobizantine.
La loro politica stabilizzatrice fu assai drastica: Eraclea ed Equilio vennero costrette all'obbedienza e i loro rappresentanti confinati a Malamocco. Fortunato, dal canto suo, poté riprendere il pieno possesso del patriarcato anche se dovette attendere alcuni mesi più del dovuto per l'ostilità, non meglio spiegata, dello stesso Obelerio.
Nell'805 Obelerio e Beato si recarono a Diedenhofen presso la corte di Carlo Magno, accompagnati dal duca e dal vescovo di Zara in rappresentanza dei Dalmati. In quell'occasione, fu stipulata una «ordinatio de ducibus et populis tam Venetiae quam Dalmatiae» di cui non è chiaro il contenuto; è ovvio, tuttavia, che queste circostanze sancirono il passaggio del Ducato dall'orbita bizantina a quella franca.

## La reazione di Bisanzio
Benché il partito filobizantino non fosse ancora completamente sconfitto, questa volta furono direttamente i Greci ad intervenire. Nell'806 Niceforo I inviò a Venezia una flotta al comando di Niceta per ristabilire l'ordine e ribadire la propria supremazia. Mancando l'aiuto dei Franchi, Fortunato fuggì in terraferma mentre Obelerio e Beato si sottomisero senza opporsi; anzi, Obelerio fu premiato per la sua rinnovata fedeltà ai Bizantini e ricevette il titolo di spatario. Nell'807 Niceta concluse una tregua con il re d'Italia Pipino e ripartì per Costantinopoli assieme ad alcuni prigionieri filofranchi e allo stesso Beato che, ricevuto dall'imperatore, ottenne il titolo di ipato e tornò in patria.
Questo precario equilibrio tra le due potenze cominciò a scricchiolare già nell'809, quando Paolo, duca di Cefalonia, invase la laguna con una flotta. Dopo uno scontro con il presidio franco di Comacchio, i Bizantini si fermarono a Malamocco sperando di incontrare Pipino e di concludere un accordo. I tentativi diplomatici, tuttavia, fallirono anche a causa di Obelerio e dei suoi, i quali continuavano a mantenere un comportamento ambiguo, dubbiosi se schierarsi dall'una o dall'altra parte. Paolo, quindi, ritirò la flotta e Pipino decise di invadere il Ducato.

## L'invasione di Pipino e l'esilio
L'invasione franca della Venezia fu descritta dettagliatamente da Giovanni Diacono, ma va detto che costui visse due secoli dopo, lasciando un racconto alquanto romanzato e non certamente imparziale. Secondo il suo racconto la responsabilità dello scontro fu tutta di Pipino che, violando gli accordi, attaccò via terra e via mare il Ducato spingendosi sino ad Albiola, a pochi passi dalla capitale Malamocco; fu allora che i due dogi reagirono con energia, trionfando sugli invasori.
Molto più vicina alla realtà - per quanto breve - è la versione riportata negli annali franchi: secondo questi ultimi fu l'atteggiamento incerto dei dogi a far saltare gli accordi e a spingere Pipino ad attaccare il Ducato. Avrebbe poi sottomesso i Veneti, ma dovette presto ritirarsi con il ritorno della flotta greca.
Questo evento sancì la definitiva sconfitta dei sostenitori dei Franchi. Sul finire dell'810 i due dogi tentarono di schierarsi ancora una volta al fianco dei Bizantini, ma la loro posizione era ormai compromessa. Obelario tentò di fuggire presso i Franchi, ma venne da questi riconsegnato ai Greci che lo imprigionarono a Costantinopoli; Beato, invece, fu confinato a Zara dove morì l'anno successivo. Al loro posto venne eletto, nell'811, Agnello Particiaco.

## Il ritorno e la morte
Obelario trascorse in esilio poco meno di un ventennio. Verso l'829, mentre Giovanni Particiaco succedeva al fratello Giustiniano, rientrò a Malamocco e vi radunò i propri seguaci per tentare un colpo di mano. Giovanni dapprima tentò di sollevargli contro le stesse truppe malamocchine ma, di fronte all'ammutinamento di queste ultime, reagì con efferata violenza: distrusse la città e fece decapitare Obelerio. La sua testa venne esposta come monito a future ribellioni, quindi fu piantata su un palo nei pressi di Mestre, sul confine tra il Ducato e il Sacro Romano Impero.